# Code des douanes communautaire
Lire en ligne

Consulter

Ancien Code des douanes communautaire Code des douanes de l'Union européenne
Le Code des douanes communautaire est la codification des normes fixant et définissant la législation applicable aux importations et exportations de marchandises entre l'Union européenne et les pays tiers.

## Compléments